# Jon Newsome
Jon Newsome [uitspraak: 'john'] (Sheffield, 6 september 1970) is een Engels voormalig betaald voetballer die als centrale verdediger speelde. Hij was profvoetballer van 1989 tot 2000 en werd Engels landskampioen met Leeds United in 1992. Het laatste deel van zijn loopbaan speelde hij voor Sheffield Wednesday in de Premier League. 

## Clubcarrière

### Sheffield Wednesday
Newsome stroomde door vanuit de jeugd van Sheffield Wednesday. Tussen 1989 tot 1991 speelde hij daar een eerste maal in het eerste elftal. Hij speelde slechts zeven competitiewedstrijden in de First Division. 

### Leeds United
In 1991 verhuisde Newsome naar Leeds United, dat in mei 1990 was gepromoveerd naar de hoogste afdeling onder coach Howard Wilkinson. Wilkinson was tot 1988 de coach van Sheffield Wednesday, maar Newsome was op dat moment nog een jeugdspeler. Newsome debuteerde in het betaald voetbal onder Ron Atkinson. In zijn eerste seizoen bij Leeds, het seizoen 1991/1992, was hij geen basisspeler. Newsome werd meteen landskampioen onder Wilkinson. Newsome speelde tien wedstrijden in dat kampioenenjaar. Hij scoorde dat seizoen twee competitiedoelpunten. In de wedstrijd tegen Sheffield United, die sluitend was voor het landskampioenschap, scoorde Newsome het openingsdoelpunt met een kopbal. Leeds United had de landstitel in het bijzonder te danken aan aanvallende spelers als Éric Cantona (vanaf de winter), Lee Chapman en Rod Wallace. De verdediging met Newsome, gehaald als vervanger van Vinnie Jones, stond dat jaar evenwel op punt. Later vormde hij met de Ier Gary Kelly, David Wetherall en Tony Dorigo vaker de defensie. In 1994 verliet hij de club, doordat hij niet vaak genoeg speelde onder Wilkinson. 

### Norwich City
Newsome speelde daarna twee jaar voor Norwich City, waarvan één seizoen in de Premier League (1994/1995). Newsome werd aangetrokken voor £ 1.000.000 ,-. Hij was de eerste speler voor wie de club dat bedrag neertelde. Hij werd aanvoerder van Norwich City en was enorm populair onder de fans van de club. Na afloop van het seizoen 1995/1996 verliet hij Carrow Road na het spelen van 62 competitiewedstrijden. Hij scoorde zeven competitiedoelpunten voor Norwich City. In september 2002, na het afsluiten van zijn loopbaan, keerde Newsome even terug voor een exhibitiewedstrijd tegen amateurclub Harwich & Parkeston, naar aanleiding van het eeuwfeest van Norwich City.

### Terugkeer naar Sheffield Wednesday
Newsome keerde in 1996 terug naar Sheffield Wednesday, waar met Nottingham Forest-legende Des Walker, Liverpool-legende Steve Nicol en aanvoerder Peter Atherton de concurrentie niet min was. Newsome speelde toch 54 wedstrijden in de Premier League. Echter was hij nooit uitgesproken een vaste waarde bij The Owls. In mei 2000 zakte men uit de Premier League. Sindsdien keerde men niet terug.  
In het seizoen 1998/1999 speelde Newsome voor Bolton Wanderers, dat hem huurde van Sheffield Wednesday. Newsome beëindigde zijn loopbaan op amper 29-jarige leeftijd in 2000.

## Erelijst
Leeds United AFC
- Football League First Division

1992
- FA Charity Shield

1992

## Later leven
Newsome werd na zijn loopbaan autohandelaar in zijn geboortestad Sheffield. Het bedrijf van Newsome verkoopt luxewagens en heet AutoMarques.